# Warren Airport
Warren Airport är en flygplats i Australien. Den ligger i regionen Warren Shire och delstaten New South Wales, i den sydöstra delen av landet, omkring 400 kilometer nordväst om delstatshuvudstaden Sydney.
Trakten runt Warren Airport är nära nog obefolkad, med mindre än två invånare per kvadratkilometer.. Närmaste större samhälle är Nevertire, omkring 15 kilometer sydväst om Warren Airport.
Trakten runt Warren Airport består till största delen av jordbruksmark. Genomsnittlig årsnederbörd är 523 millimeter. Den regnigaste månaden är februari, med i genomsnitt 89 mm nederbörd, och den torraste är oktober, med 3 mm nederbörd.